# Gabriele Zappa
Gabriele Zappa (Monza, 22 dicembre 1999) è un calciatore italiano, difensore del Cagliari.

## Biografia
Ha frequentato un istituto tecnico e nel 2018 ha sostenuto l'esame di maturità, conseguendo il diploma in Amministrazione, Finanza e Marketing.
Nel giugno del 2025, si è sposato con la compagna Sara Tulli.

## Caratteristiche tecniche
Terzino destro dal fisico ben strutturato, è veloce e abile tecnicamente, oltre ad essere un buon esecutore di cross e servitore di assist per i compagni.
Ha iniziato a giocare a calcio come attaccante e, poi, centrocampista, salvo poi essere arretrato nel corso degli anni, tanto che, all'occorrenza, può ricoprire anche il ruolo di difensore centrale.

## Carriera

### Club
Gli inizi e il Pescara

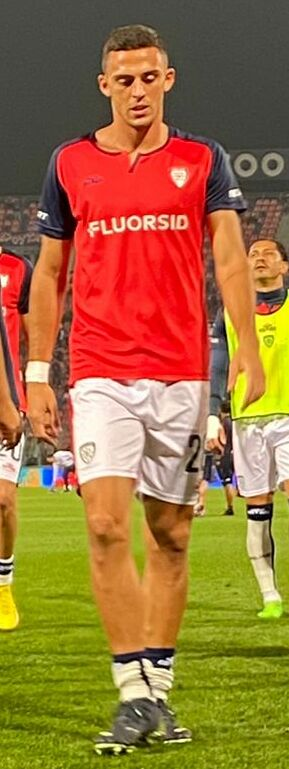
Zappa al nel 2022

Dopo aver iniziato a giocare nelle scuole calcio del Cosov di Villasanta (affiliata a quei tempi all’Inter), della Nuova Usmate e dell'Accademia Internazionale, è cresciuto nel settore giovanile dell'Inter, con cui ha vinto una Supercoppa Primavera, un Torneo di Viareggio e uno scudetto. Il 10 aprile 2018 firma il primo contratto professionistico con i nerazzurri. Il 29 gennaio 2019 viene ceduto al Pescara, che lo lascia però in prestito al club milanese.
Con gli abruzzesi trascorre un’ottima stagione a livello individuale con gli abruzzesi impreziosita da 5 reti segnate.

#### Cagliari
L'8 settembre 2020 si trasferisce a titolo temporaneo con obbligo di riscatto al Cagliari, firmando un quinquennale. Esordisce in serie A il 20 settembre successivo nel pareggio per 1-1 in casa del Sassuolo, entrando nella ripresa al posto di Fabrizio Caligara. Inizialmente riserva di Faragò, diventa poi titolare sulla fascia destra dei sardi. Il 10 marzo 2023 Zappa, sfruttando un errore della difesa avversaria, realizza il suo primo gol con la maglia del Cagliari, nella vittoria 4-1 sull'Ascoli. Una settimana più tardi si ripete in occasione del successo esterno contro la Reggina, ponendo al 93' il definitivo 4-0 che chiude l'incontro.
Conquistata la promozione in Serie A con i sardi, vi torna a giocare il 21 agosto 2023 nella partita inaugurale disputata in casa del Torino, pareggiata per 0-0, mentre il 5 novembre segna la sua prima rete in massima serie, contribuendo alla vittoria casalinga con il Genoa in cui stabilisce il punteggio sul 2-1 finale.
Comincia la stagione successiva il 12 agosto 2024, con la partita casalinga valida per i sedicesimi di finale di Coppa Italia contro la Carrarese, terminata con la vittoria per 3-1 dei rossoblù. Qualche giorno più tardi viene schierato da titolare dall'allenatore Davide Nicola nel match inaugurale di Serie A 2024-2025 contro la Roma, finito 0-0. Durante la 12ª giornata di campionato, disputata il 9 novembre contro il Milan, realizza la sua prima doppietta con gli isolani, nonché la prima in assoluto tra i professionisti: degno di nota il secondo dei due gol, segnato all'89' con un tiro al volo infilatosi sotto l'incrocio dei pali, che fissa il punteggio sul definitivo 3-3.

### Nazionale
Convocato dal CT Paolo Nicolato, esordisce in nazionale Under-21 il 18 novembre 2020, giocando titolare nella partita di qualificazione all'Europeo Under-21 vinta per 4-1 contro la Svezia a Pisa. Viene successivamente convocato per l'Europeo Under-21 del 2021, nel quale ottiene 3 presenze.

## Statistiche

### Presenze e reti nei club
Statistiche aggiornate al 23 maggio 2025.
| Stagione        | Squadra         | Campionato      | Campionato | Campionato | Coppe nazionali | Coppe nazionali | Coppe nazionali | Coppe continentali | Coppe continentali | Coppe continentali | Altre coppe | Altre coppe | Altre coppe | Totale | Totale |
| Stagione        | Squadra         | Comp            | Pres       | Reti       | Comp            | Pres            | Reti            | Comp               | Pres               | Reti               | Comp        | Pres        | Reti        | Pres   | Reti   |
| --------------- | --------------- | --------------- | ---------- | ---------- | --------------- | --------------- | --------------- | ------------------ | ------------------ | ------------------ | ----------- | ----------- | ----------- | ------ | ------ |
| 2019-2020       | Pescara         | B               | 23+2       | 5+0        | CI              | 1               | 0               | -                  | -                  | -                  | -           | -           | -           | 26     | 5      |
| 2020-2021       | Cagliari        | A               | 34         | 0          | CI              | 2               | 0               | -                  | -                  | -                  | -           | -           | -           | 36     | 0      |
| 2021-2022       | Cagliari        | A               | 25         | 0          | CI              | 3               | 0               | -                  | -                  | -                  | -           | -           | -           | 28     | 0      |
| 2022-2023       | Cagliari        | B               | 29+5       | 3+0        | CI              | 2               | 0               | -                  | -                  | -                  | -           | -           | -           | 36     | 3      |
| 2023-2024       | Cagliari        | A               | 38         | 1          | CI              | 3               | 0               | -                  | -                  | -                  | -           | -           | -           | 41     | 1      |
| 2024-2025       | Cagliari        | A               | 37         | 2          | CI              | 3               | 0               | -                  | -                  | -                  | -           | -           | -           | 40     | 2      |
| Totale Cagliari | Totale Cagliari | Totale Cagliari | 163+5      | 6          |                 | 13              | 0               |                    | -                  | -                  |             | -           | -           | 181    | 6      |
| Totale carriera | Totale carriera | Totale carriera | 186+7      | 11         |                 | 14              | 0               |                    | -                  | -                  |             | -           | -           | 207    | 11     |

### Cronologia presenze e reti in nazionale
| Cronologia completa delle presenze e delle reti in nazionale ― Italia under 21 | Cronologia completa delle presenze e delle reti in nazionale ― Italia under 21 | Cronologia completa delle presenze e delle reti in nazionale ― Italia under 21 | Cronologia completa delle presenze e delle reti in nazionale ― Italia under 21 | Cronologia completa delle presenze e delle reti in nazionale ― Italia under 21 | Cronologia completa delle presenze e delle reti in nazionale ― Italia under 21 | Cronologia completa delle presenze e delle reti in nazionale ― Italia under 21 | Cronologia completa delle presenze e delle reti in nazionale ― Italia under 21 |
| Data                                                                           | Città                                                                          | In casa                                                                        | Risultato                                                                      | Ospiti                                                                         | Competizione                                                                   | Reti                                                                           | Note                                                                           |
| ------------------------------------------------------------------------------ | ------------------------------------------------------------------------------ | ------------------------------------------------------------------------------ | ------------------------------------------------------------------------------ | ------------------------------------------------------------------------------ | ------------------------------------------------------------------------------ | ------------------------------------------------------------------------------ | ------------------------------------------------------------------------------ |
| 18-11-2020                                                                     | Pisa                                                                           | Italia under 21                                                                | 4 – 1                                                                          | Svezia under 21                                                                | Qual. Europeo Under-21 2021                                                    | -                                                                              |                                                                                |
| 24-3-2021                                                                      | Celje                                                                          | Rep. Ceca under 21                                                             | 1 – 1                                                                          | Italia under 21                                                                | Europeo Under-21 2021 - 1º turno                                               | -                                                                              | 64’ 73’                                                                        |
| 30-3-2021                                                                      | Maribor                                                                        | Italia under 21                                                                | 4 – 0                                                                          | Slovenia under 21                                                              | Europeo Under-21 2021 - 1º turno                                               | -                                                                              | 53’                                                                            |
| 31-5-2021                                                                      | Lubiana                                                                        | Portogallo under 21                                                            | 5 – 3 dts                                                                      | Italia under 21                                                                | Europeo Under-21 2021 - Quarti di finale                                       | -                                                                              | 75’                                                                            |
| Totale                                                                         |                                                                                | Presenze                                                                       | 4                                                                              |                                                                                | Reti                                                                           | 0                                                                              |                                                                                |

## Palmarès

### Club

#### Competizioni giovanili
- Supercoppa Primavera: 1

Inter: 2017
- Campionato Primavera: 1

Inter: 2017-2018
- Torneo di Viareggio: 1

Inter: 2018